# Skaftárhreppur
Skaftárhreppur is een gemeente in het zuiden van IJsland in de regio Suðurland. Het heeft 485 inwoners (in 2006) en een oppervlakte van 6.946 km². De grootste plaats in de gemeente is Kirkjubæjarklaustur.
Vestmannaeyjabær · Árborg · Mýrdalshreppur · Skaftárhreppur · Ásahreppur · Rangárþing eystra · Rangárþing ytra · Hrunamannahreppur · Hveragerðisbær · Ölfus · Grímsnes- og Grafningshreppur · Skeiða- og Gnúpverjahreppur · Bláskógabyggð · Flóahreppur